# Elephantomyia handschini
Elephantomyia handschini är en tvåvingeart som beskrevs av Alexander 1936. Elephantomyia handschini ingår i släktet Elephantomyia och familjen småharkrankar. Inga underarter finns listade i Catalogue of Life.